# Dwayne Haskins
Dwayne Haskins (geboren am 3. Mai 1997 in Highland Park, New Jersey; gestorben am 9. April 2022 in Fort Lauderdale, Florida) war ein US-amerikanischer American-Football-Spieler auf der Position des Quarterbacks, der zuletzt bei den Pittsburgh Steelers unter Vertrag stand. Er spielte College Football für die Ohio State Buckeyes und wurde im NFL Draft 2019 in der ersten Runde von den Washington Redskins ausgewählt.

## College
Haskins ging von 2013 bis 2016 auf die Bullis High School in Potomac, Maryland und wurde von 247Sports als Vier-Sterne-Spieler, also als einer der besten 300 Spieler seines Jahrgangs, eingeschätzt.

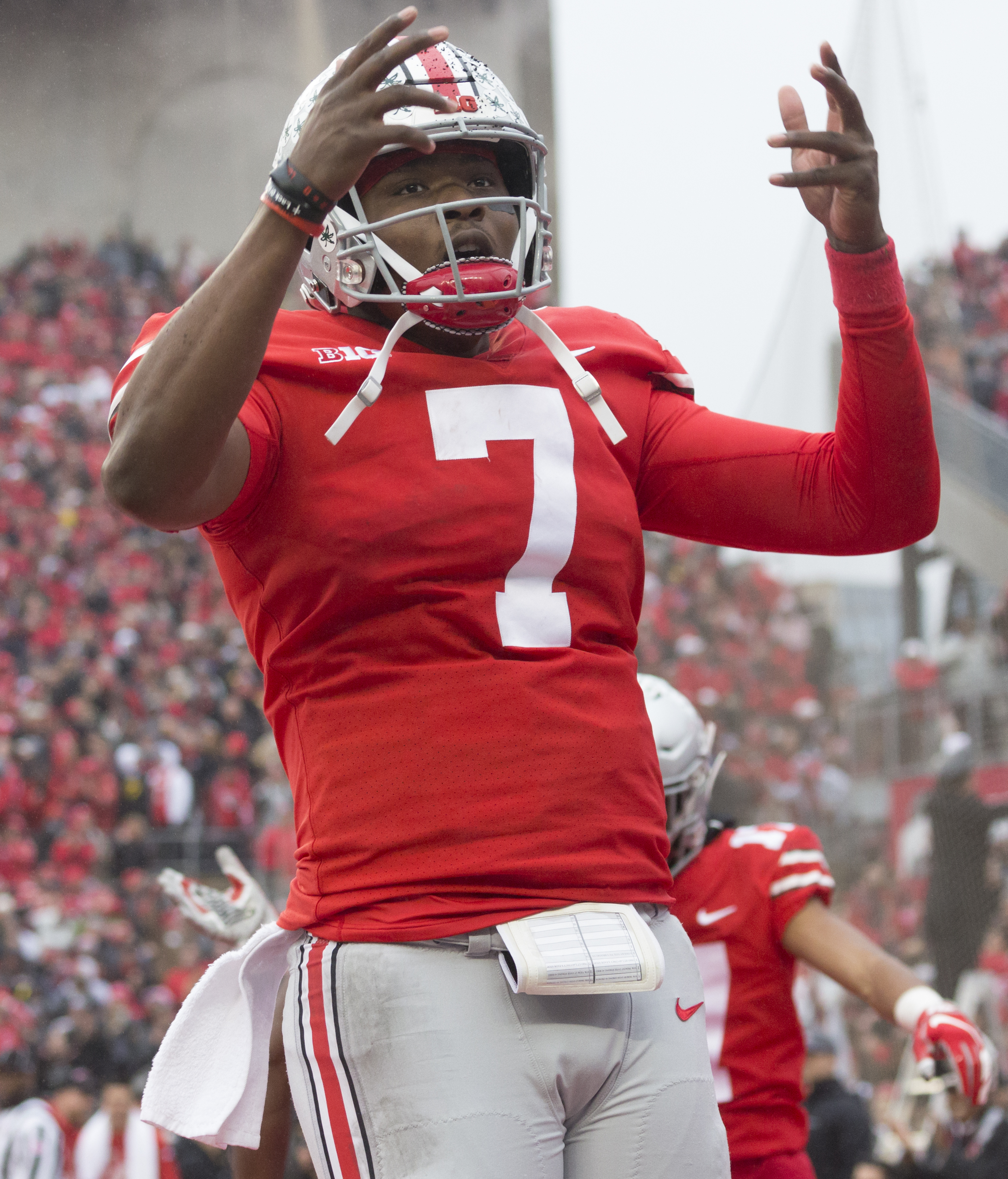
Haskins für Ohio State, 2018

Von 2017 bis 2018 spielte Haskins Football am College. Er besuchte die Ohio State University und spielte dort für die Ohio State Buckeyes in der NCAA Division I FBS. Insgesamt kam er in den zwei Jahren auf 413 erfolgreiche Pässe bei 590 Passversuchen und 5.396 Yards sowie 54 geworfene Touchdowns bei neun Interceptions und einem Quarterback Rating von 174,0.
Nach einem Redshirtjahr war Haskins zunächst Backup hinter J. T. Barrett und kam nur wenig zum Einsatz. In der Saison 2018 folgte der Durchbruch, als Haskins als Starter mit den Buckeyes die Meisterschaft in der Big Ten Conference mit einer Bilanz von 13–1 gewann. Er stellte in dieser Saison mit 47 geworfenen und vier erlaufenen Touchdowns sowie 4.580 Yards Raumgewinn neue Rekorde für die Big Ten Conference auf. Bei der Wahl zur Heisman Trophy 2018 belegte Haskins den dritten Platz hinter Kyler Murray und Tua Tagovailoa. Im Rose Bowl führte er Ohio State zu einem 28:23-Sieg über die Washington Huskies. Haskins brachte 25 von 37 Pässen für 251 Yards an ihr Ziel und warf drei Touchdowns. Damit wurde er zum sechsten Spieler der NCAA I Football Bowl Subdivision, dem 50 oder mehr Touchdownpässe in einer Saison gelangen, zudem wurde er zum MVP des Rose Bowl gekürt.
Am 7. Januar 2019 gab Haskins bekannt, auf sein letztes Jahr am College zu verzichten und sich für den NFL Draft 2019 anzumelden.

## NFL

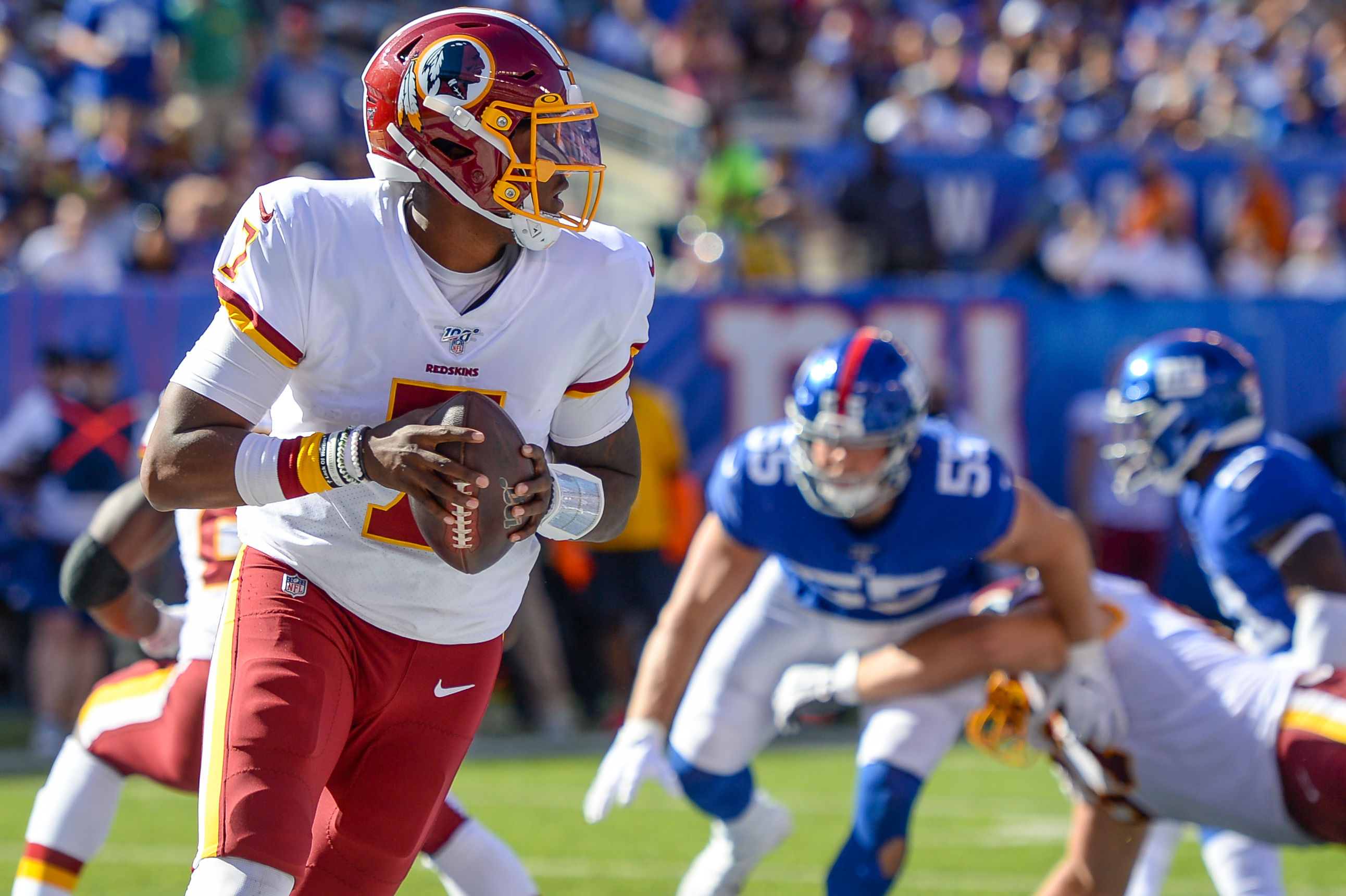
Dwayne Haskins bei seinem NFL-Debüt gegen die New York Giants, September 2019

Haskins wurde im NFL Draft 2019 in der 1. Runde an 15. Stelle von den Washington Redskins ausgewählt. Bei den Redskins trug Haskins die Nummer 7, die zuvor seit 1985 zu Ehren von Joe Theismann, der als Quarterback mit den Redskins den Super Bowl XVII gewann, nicht mehr vergeben worden war. Haskins trug die Trikotnummer 7 bereits am College und hatte in einem Telefonat mit Theismann dessen Einverständnis erhalten, auch bei den Redskins die 7 verwenden zu dürfen. Haskins konkurrierte 2019 mit den erfahreneren Quarterbacks Case Keenum und Colt McCoy um die Position als Starting Quarterback.
Am 4. Spieltag der Saison 2019 gab Haskins gegen die New York Giants sein NFL-Debüt. Er wurde im zweiten Viertel für Keenum eingewechselt, nachdem dieser keine gute Leistung gezeigt hatte. Bei seinem Debüt brachte Haskins 9 von 17 Pässen für 107 Yards Raumgewinn an und warf drei Interceptions, woraufhin er vor dem nächsten Spiel zugunsten von McCoy auf die Bank zurückversetzt wurde. In Woche 8 kam er zu seinem zweiten Einsatz, bei dem er erneut Schwierigkeiten hatte. Er wurde zu Beginn der zweiten Hälfte des Thursday-Night-Games gegen die Minnesota Vikings für Keenum eingewechselt, nachdem dieser das Feld wegen des Verdachts auf Gehirnerschütterung hatte verlassen müssen. Haskins vervollständigte drei von fünf Pässen für 33 Yards, zudem warf er eine Interception.

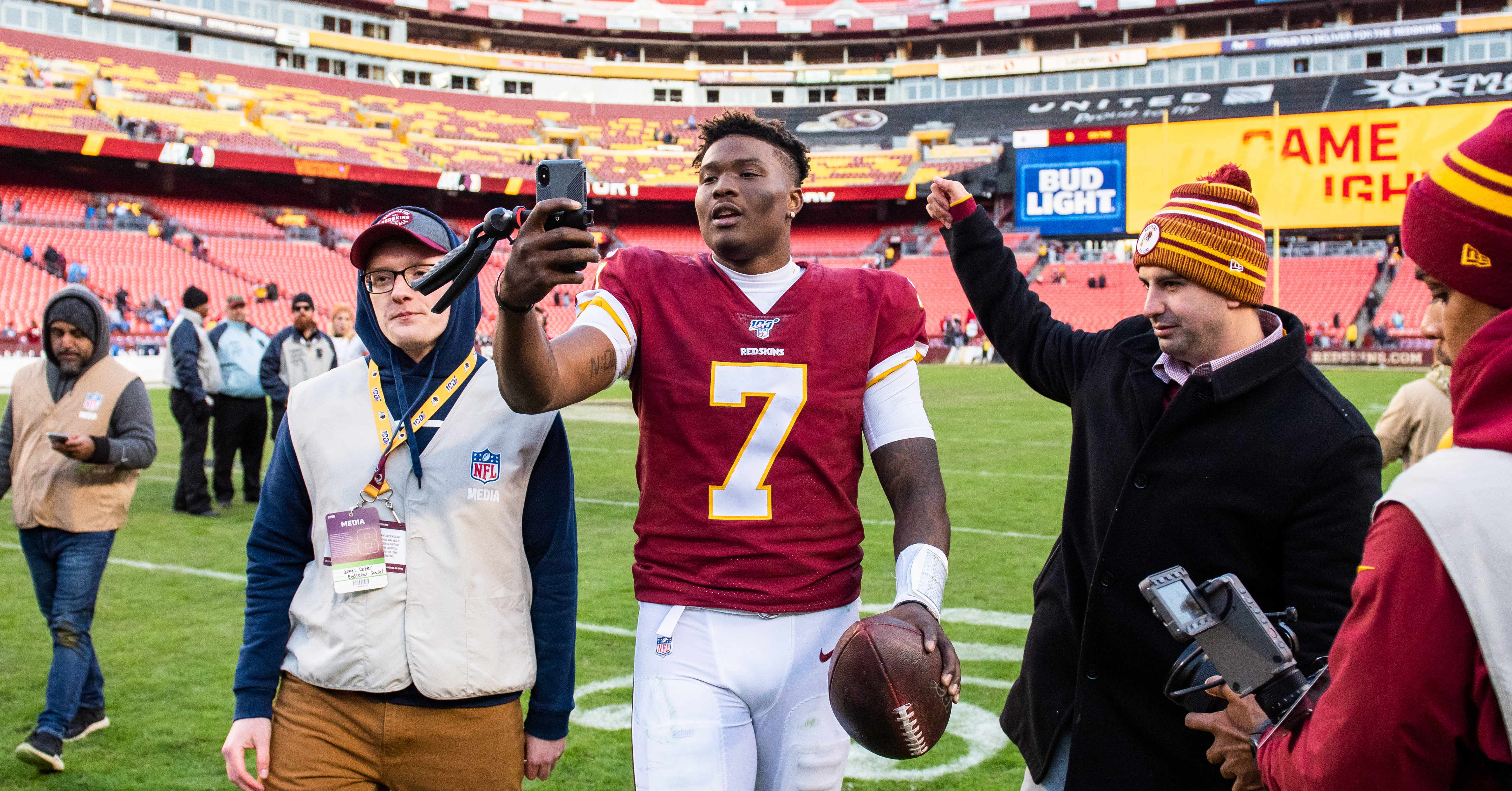
Dwayne Haskins feiert seinen ersten Sieg als Starter, 2019

Nachdem Haskins in Woche 9 bei der Niederlage gegen die Buffalo Bills erstmals als Starter aufgelaufen war und bei einem Quarterback Rating von 86,2 seine bis dahin beste Leistung gezeigt hatte, ernannte ihn Interimscoach Bill Callahan zum Starter für den Rest der Saison. Am 12. Spieltag führte Haskins die Redskins trotz einer schwachen Leistung mit nur 13 erfolgreichen Pässen von 29 Versuchen, keinem Touchdownpass und einer Interception zu einem 19:16-Sieg über die Detroit Lions, womit er seinen ersten Sieg als Starter feiern konnte. Medienaufmerksamkeit erhielt er allerdings vor allem dadurch, dass er durch ein Selfie mit einem Fan verpasste, beim letzten Spielzug (Victory Formation) auf dem Feld zu stehen und dort durch seinen Backup Keenum vertreten werden musste. Für sein Verhalten wurde Haskins als unprofessionell kritisiert.
Nach jahrzehntelanger Kritik legte das Team von Haskins vor Saisonbeginn 2020 seinen Beinamen „Redskins“ ab und ging als Washington Football Team in die neue Saison. Nach wechselhaften vier Spielen, von denen Washington drei verlor, musste Haskins seinen Posten als Starting Quarterback vor dem 5. Spieltag für Kyle Allen räumen. Wegen einer Verletzung von Alex Smith wurde Haskins am 14. Spieltag gegen die San Francisco 49ers eingewechselt und für das folgende Spiel zum Starter ernannt. Nachdem er schlechte Leistungen gezeigt hatte und zum dritten Quarterback degradiert worden war, entließ das Football Team Haskins nach dem 16. Spieltag der Saison 2020. Kurz zuvor war Haskins mit einem Verstoß gegen die COVID-19-Regularien der NFL auch abseits des Feldes negativ aufgefallen. Bei einer Party in einem Stripclub war er ohne Maske fotografiert worden und wurde daher von seinem Team mit einer Strafe von 40.000 Dollar belegt.
Am 21. Januar 2021 unterschrieb Haskins einen Einjahresvertrag bei den Pittsburgh Steelers. In der Saison 2021 kam er als dritter Quarterback hinter Ben Roethlisberger und Mason Rudolph zu keinem Einsatz. Nach der Saison wurde er mit einem Original-Round Tender belegt, welchen er am 16. März 2022 unterschrieb.

## Tod
Haskins starb am frühen Morgen des 9. April 2022. Er versuchte aus unbekannten Gründen als Fußgänger eine Fahrbahn der Autobahn Interstate 595 zu überqueren und wurde dabei von einem Muldenkipper erfasst. Nach Angaben der Florida Highway Patrol wurde er noch am Unfallort für tot erklärt.

## NFL-Statistiken
| Jahr   | Team   | Spiele | als Starter | Comp-Att | Comp% | Yards | TD | INT | QB Rtg |
| ------ | ------ | ------ | ----------- | -------- | ----- | ----- | -- | --- | ------ |
| 2019   | WAS    | 9      | 7           | 119–203  | 58,6  | 1365  | 7  | 7   | 76,1   |
| 2020   | WAS    | 7      | 6           | 148–241  | 61,4  | 1439  | 5  | 7   | 73,0   |
| Gesamt | Gesamt | 16     | 13          | 267–444  | 60,1  | 2804  | 12 | 14  | 74.4   |

Quelle: pro-football-reference.com